# Aeroporto Internazionale di Gulfport-Biloxi
L' Aeroporto Internazionale di Gulfport-Biloxi (in inglese Gulfport–Biloxi International Airport) è uno scalo aereo statunitense situato nella città di Gulfport, nello Stato del Mississippi.